# Eesti merevägi
La Eesti merevägi, o semplicemente Merevägi, è l'attuale marina militare dell'Estonia, componente navale delle Eesti kaitsevägi (le forze armate estoni). Istituita nel 1918, venne sciolta a seguito dell'annessione all'Unione Sovietica dell'Estonia nel marzo del 1940; venne poi ricostituita nel 1991, quando la nazione riottenne l'indipendenza.
Con un organico in tempo di pace di circa 350 uomini, compito della marina estone è la protezione delle acque territoriali dell'Estonia e la difesa delle sue linee di comunicazione marittime. In quanto membro della NATO dal marzo del 2004, l'Estonia partecipa con le sue unità navali allo Standing NATO Response Force Mine Countermeasures Group 1 (SNMCMG1); inoltre, l'Estonia è uno dei membri fondatori del Baltic Naval Squadron (BALTRON), a cui collabora attivamente.

## Storia
Indipendente dal 24 febbraio 1918, l'Estonia istituì formalmente la sua prima forza navale il 21 novembre dello stesso anno, poco prima dell'inizio della Guerra di indipendenza estone; la neonata marina venne subito intensamente impiegata nel conflitto, potendo contare su alcune navi della ex marina imperiale russa catturate dai britannici e cedute all'Estonia: in particolare, un cacciatorpediniere classe Orfej (ENS Vambola) e uno classe Izyaslav (ENS Lennuk), ed una piccola flotta di cannoniere. Durante la guerra, la marina estone istituì anche un battaglione di fanteria di marina, denominato Meredessantpataljon; l'unità si distinse nei combattimenti, ma venne sciolta alla fine del conflitto e mai più ricostruita.
Terminato il conflitto nel febbraio del 1920, la marina estone conobbe un periodo di espansione negli anni trenta, arrivando anche a contare due piccoli sommergibili; il governo estone investì milioni di corone per rinnovare e potenziare il già piuttosto esteso sistema di difese costiere del paese, tanto che nel 1939 le batterie costiere erano considerate uno dei corpi d'élite della marina estone. Nel giugno del 1940, l'Estonia venne invasa dalle truppe sovietiche, e definitivamente annessa il 4 agosto seguente; la marina venne sciolta e le sue unità integrate nella Flotta del Baltico sovietica.
L'Estonia tornò indipendente il 20 agosto 1991, provvedendo subito a ristabilire le proprie forze armate; la marina estone venne ufficialmente rifondata nel settembre dello stesso anno, anche se ritornò pienamente operativa solo nel 1993. Dal 1995, la marina estone ha partecipato a numerose esercitazioni militari internazionali nel mar Baltico; onde incrementare la collaborazione in campo navale con le altre repubbliche baltiche, nel 1998 l'Estonia contribuì alla formazione del Baltic Naval Squadron insieme alle forze navali di Lituania e Lettonia. Dal 2004 le unità navali estoni fanno parte integrante della Standing NATO Response Force Mine Countermeasures Group 1 (parte della NATO Response Force), e tra il maggio del 2005 e il marzo del 2006 la fregata estone EML Admiral Pitka (A230) ha svolto funzione di nave comando dell'unità. Nel 2010, in base al nuovo piano di difesa estone, la marina verrà ulteriormente potenziata.

## Unità

### Flotta attuale
Tutte le unità attive sono ora concentrate nella Miinilaevade Divisjon (Divisione cacciamine).
| Nome                        | Origine              | Classe                 | Tipo                 | Dislocamento         | Varo                 | Entrata in servizio  | Note                                |                      |
| Divisione cacciamine        | Divisione cacciamine | Divisione cacciamine   | Divisione cacciamine | Divisione cacciamine | Divisione cacciamine | Divisione cacciamine | Divisione cacciamine                | Divisione cacciamine |
| --------------------------- | -------------------- | ---------------------- | -------------------- | -------------------- | -------------------- | -------------------- | ----------------------------------- | -------------------- |
| EML Admiral Cowan (M313)    | Regno Unito          | Classe Sandown         | cacciamine           | 450t                 | 1988                 | 2006                 | Nave ammiraglia della marina estone |                      |
| EML Sakala (M314)           | Regno Unito          | Classe Sandown         | cacciamine           | 450t                 | 1990                 | 2008                 |                                     |                      |
| EML Ugandi (M315)           | Regno Unito          | Classe Sandown         | cacciamine           | 450t                 | 1988                 | 2009                 |                                     |                      |
| EML Roland (P01)            | Estonia              | Classe Roland          | Pattugliatore        |                      | 2021                 | 2021                 |                                     |                      |
| EML Risto (P02)             | Estonia              | Classe Roland          | Pattugliatore        |                      | 2021                 | 2021                 |                                     |                      |
| EML Wambola (A433)          | Danimarca            | Classe Lindormen       | cacciamine           | 566t                 | 1977                 | 2006                 |                                     |                      |
| EML Kindral Kurvits (P6731) | Estonia              | Classe Kindral Kurvits | Pattugliatore        | 1053t                | 2012                 | 2012                 |                                     |                      |
| EML Raju (P6732)            | Estonia              | Classe Raju            | Pattugliatore        | 455t                 | 2018                 | 2018                 |                                     |                      |
| EML Pikker (P6753)          | Estonia              | Classe Pikker          | Pattugliatore        | 88t                  | 1994                 | 1995                 |                                     |                      |
| EML Valve (P6754)           | Estonia              | Classe Valve           | Pattugliatore        | 42t                  | 2008                 | 2008                 |                                     |                      |

## Gradi
Ufficiali
Sebbene esistano sulla carta i gradi di contrammiraglio, viceammiraglio e ammiraglio, il grado attualmente più alto nella Marina Estone sia quello di Commodoro (estone: Kommodoor), ricoperto dal comandante in capo della Marina Estone.
| Codice NATO | OF-10              | OF-10              | OF-9               | OF-9               | OF-8                          | OF-8                          | OF-7                           | OF-7                           | OF-6             | OF-6             | OF-5                            | OF-5                            | OF-4                           | OF-4                           | OF-3                         | OF-3                         | OF-2                           | OF-2                           | OF-1                        | OF-1                        | OF-1                         | OF-1                         | OF-1                      | OF-1                      | OF(D)              | OF(D)              | OF(D)              | OF(D)              | OF(D)              | OF(D)              | Allievo ufficiale  | Allievo ufficiale  | Allievo ufficiale  | Allievo ufficiale  | Allievo ufficiale  | Allievo ufficiale  |
| ----------- | ------------------ | ------------------ | ------------------ | ------------------ | ----------------------------- | ----------------------------- | ------------------------------ | ------------------------------ | ---------------- | ---------------- | ------------------------------- | ------------------------------- | ------------------------------ | ------------------------------ | ---------------------------- | ---------------------------- | ------------------------------ | ------------------------------ | --------------------------- | --------------------------- | ---------------------------- | ---------------------------- | ------------------------- | ------------------------- | ------------------ | ------------------ | ------------------ | ------------------ | ------------------ | ------------------ | ------------------ | ------------------ | ------------------ | ------------------ | ------------------ | ------------------ |
| Estonia     | Nessun equivalente | Nessun equivalente |                    |                    |                               |                               |                                |                                |                  |                  |                                 |                                 |                                |                                |                              |                              |                                |                                |                             |                             |                              |                              |                           |                           | Nessun equivalente | Nessun equivalente | Nessun equivalente | Nessun equivalente | Nessun equivalente | Nessun equivalente | Nessun equivalente | Nessun equivalente | Nessun equivalente | Nessun equivalente | Nessun equivalente | Nessun equivalente |
| Estonia     | Nessun equivalente | Nessun equivalente | Admiral Ammiraglio | Admiral Ammiraglio | Viitseadmiral Amm. di squadra | Viitseadmiral Amm. di squadra | Kontradmiral Amm. di divisione | Kontradmiral Amm. di divisione | Kommodoor C.amm. | Kommodoor C.amm. | Mereväe kapten Cap. di vascello | Mereväe kapten Cap. di vascello | Kaptenleitnant Cap. di fregata | Kaptenleitnant Cap. di fregata | Kaptenmajor Cap. di corvetta | Kaptenmajor Cap. di corvetta | Vanemleitnant Ten. di vascello | Vanemleitnant Ten. di vascello | Leitnant S.ten. di vascello | Leitnant S.ten. di vascello | Nooremleitnant Guardiamarina | Nooremleitnant Guardiamarina | Lipnik Asp. guardiamarina | Lipnik Asp. guardiamarina | Nessun equivalente | Nessun equivalente | Nessun equivalente | Nessun equivalente | Nessun equivalente | Nessun equivalente | Nessun equivalente | Nessun equivalente | Nessun equivalente | Nessun equivalente | Nessun equivalente | Nessun equivalente |

Sottufficiali e comuni
| Codice NATO | OR-9       | OR-9       | OR-9       | OR-9         | OR-9         | OR-9         | OR-8        | OR-8        | OR-7   | OR-7   | OR-6         | OR-6         | OR-6         | OR-6         | OR-6         | OR-6         | OR-5      | OR-5      | OR-5      | OR-5      | OR-5      | OR-5      | OR-4 | OR-4 | OR-4       | OR-4       | OR-3               | OR-3               | OR-2        | OR-2        | OR-2        | OR-2        | OR-2        | OR-2        | OR-1   | OR-1   |
| ----------- | ---------- | ---------- | ---------- | ------------ | ------------ | ------------ | ----------- | ----------- | ------ | ------ | ------------ | ------------ | ------------ | ------------ | ------------ | ------------ | --------- | --------- | --------- | --------- | --------- | --------- | ---- | ---- | ---------- | ---------- | ------------------ | ------------------ | ----------- | ----------- | ----------- | ----------- | ----------- | ----------- | ------ | ------ |
| Estonia     |            |            |            |              |              |              |             |             |        |        |              |              |              |              |              |              |           |           |           |           |           |           |      |      |            |            | Nessun equivalente | Nessun equivalente |             |             |             |             |             |             |        |        |
| Estonia     | Ülemveebel | Ülemveebel | Ülemveebel | Staabiveebel | Staabiveebel | Staabiveebel | Vanemveebel | Vanemveebel | Veebel | Veebel | Nooremveebel | Nooremveebel | Nooremveebel | Nooremveebel | Nooremveebel | Nooremveebel | Vanemmaat | Vanemmaat | Vanemmaat | Vanemmaat | Vanemmaat | Vanemmaat | Maat | Maat | Nooremmaat | Nooremmaat | Nessun equivalente | Nessun equivalente | Vanemmadrus | Vanemmadrus | Vanemmadrus | Vanemmadrus | Vanemmadrus | Vanemmadrus | Madrus | Madrus |